# Arne Garborg
Arne Garborg, ursprungligen Aadne Eivindsson Garborg, född 25 januari 1851 i Time kommun på Jæren, död 14 januari 1924 i Asker, var en norsk författare och publicist. Han var gift med Hulda Garborg.

## Biografi
Garborg växte upp i ett strängt pietistiskt bondehem. Han blev först skollärare i Risør och började där skriva artiklar för pressen. Senare övergav han läraryrket för journalistiken. 1873 kom Garborg till Oslo för att studera och väckte samma år betydande uppmärksamhet genom en under signaturen G utgiven analys av Ibsens "Kejser og galileer". Han drogs snart in i Oslos publicistiska värld, till en början i en religiös moderat högertidning, där han bekämpade de moderna riktningarna, men drogs småningom till vänster, först i politiskt avseende. Han blev en doktrinär och aktiv förkämpe för nynorska (landsmaal) och började 1877 ge ut "Fedraheimen, eit vikeblad aat det norske folket". Här sökte han hävda nynorskans ensamrätt till att utgöra det norska språket. Detta program utvecklade han närmare i Den nynorske sprog- og nationalitetsbevægelse. I samma blad publicerade han även skönlitterära texter.
Han förändrade snart sin position även i religiöst avseende. Som ett första resultat av hans nya radikala åskådning, tillkämpad under inre strider, skrevs berättelsen Ein fritenkjar (anonymt i "Fedraheimen", 1878, i bokform under författarens verkliga namn 1881), där han skildrar en fritänkares martyrium gentemot ett ortodoxt samhälle och en ortodox familj. Redan denna bok visade en skönlitterär förmåga, men tills vidare ägnade sig Garborg dock inte åt skönlitteratur, utan verkade som ämbetsman i statsrevisionen och som politisk skribent på vänsterkanten.
Men 1883 gav han ut romanen Bondestudentar ("Bondestudenter", 1886), vilken tillhör det mest betydande av den realistiska nordiska skönlitteraturen på 1880-talet; särskilt betydande som kulturhistorisk psykologi är denna mäktiga, fastän som roman något tunga, boken om en norsk bondson som säljer sin förstfödslorätt som bonde för att nå fram till vad han anser vara lättjans eldorado: den uniformerade byråkratin. Detta arbete följdes av Forteljingar og sogur (1884; "Ungdom", 1885), som innehåller bland annat en humoristisk berättelse, riktad mot Björnsons handskemoral; vidare den starkt naturalistiska Mannfolk (1886), som utgjorde ett inlägg i den dåvarande norska "bohemlitteraturen", vidare den på bokmål skrivna De uforsonlige (1888), en satirisk komedi, som angriper ackordens, opportunismens, kompromissens politik med särskild udd mot vissa grupper av stortingsvänstern; den större romanen Hjaa ho mor (1890; dansk översättning "Hos mama"), som gav en ganska tungt hållen, i alla detaljer realistisk skildring av en stackars mamsells tröstlösa, enformiga och för frestelser utsatta liv. Av muntrare karaktär var de samma år utgivna Kolbotnbrev, där Garborg med friskt lynne skildrade sitt vardagsliv uppe i den fjällhydda, dit han flyttat, sedan han, som 1883 blivit statsrevisor, av litterära skäl fallit igenom vid statsrevisorsvalet 1887.
Vid denna tid genomgick han emellertid en kris. De religiösa problemen började uppta hans tankar, och samtidigt intresserade han sig för den så kallade dekadenslitteraturen, som bröt med naturalismen och i stället för verklighetsskildringar satte poetisk stämningsrikedom som konstens främsta mål. Hans världsåskådning förändrades, och den nya uppfattningen framträdde i Trætte mænd (1891), dagboksanteckningar av en halvgammal man, som genomgått bohemens skeden och som nu ingår i självprövning och ger uttryck åt sin livsleda; man får dock inte sätta likhetstecken mellan huvudpersonen i "Trætte mænd" och författaren.
Härefter följde en grupp skrifter, i vilka Garborg med fin själsmålning och känslig uppfattning skildrade delvis sjukligt religiösa motiv: berättelsen Fred (1892), dramat Læraren (1896) och berättelsen Den burtkomne faderen (1899; "Den borttappade fadern", 1903), högeligen intressanta bidrag till kännedomen om bondens, särskild den pietistiske västlandsbondens religiösa åskådning. Dessutom tog Garborg senare upp religiösa ämnen i två versifierade dikter på landsmål. Den ena är Haugtussa (1895), där en "synsk" ung flicka, Veslemøy, är huvudfiguren och med sitt omedelbara religiösa sinne skådar förborgade ting. Kring en tunn episk tråd är här en följd stämningsbilder ur norskt allmogeliv och naturliv sammanfogad. En fortsättning härav är I Helheim (1901), som lämnar ett slags norskt "inferno", där Veslemøy skådar alla slags syndare och deras straff, ett allvarligt och djuptänkt diktverk, byggt på Nemesistanken: allt beror på, om man tjänat goda eller onda makter; dikten saknar emellertid skarpare individualisering; allt målas grått i grått utan tillräcklig personifikation. 1904 utgav Garborg Knudaheibrev med en mängd uttalanden i skilda spörsmål.
Garborg, vars utveckling var ganska ovanlig, är en av den nordiska litteraturens djupaste. Han arbetade sig fram till sin åsikt genom inre kval. Han var en utmärkt psykolog, en skarp satiriker, men han har knappast i vaggan fått den omedelbara poesins, framför allt inte fantasins, faddergåva, så att han liksom måste kämpa sig till sitt område. Av alla författare på norskt landsmål (nynorska) var han på sin tid den mest betydande och den ende vars verk uppmärksammades utanför Norden.

## Arvet efter Garborg
År 2012 öppnades Nasjonalt Garborgsenter i Bryne i Time. Det ska vara ett lärocentrum för Arne och Hulda Garborgs tankar och visioner.